# Iuri Voinov
Iuri Voinov   (Koroliov, 29 de novembre de 1931 - Kíiv, 22 d'abril de 2003) fou un futbolista rus de la dècada de 1950.
Fou 23 cops internacional amb la selecció soviètica amb la qual participà en la Copa del Món de Futbol de 1958. També jugà amb la selecció d'Ucraïna a l'Espartaquíada.
Pel que fa a clubs, defensà els colors de Zenit, FC Dinamo de Kíev.